# Mauricio López Fernández
Mauricio López Fernández (Santiago, 2 de marzo de 1986) es un director, productor y guionista chileno.
Ha dirigido dos cortometrajes, La visita (2010) y La santa (2012). El 2014 dirigió su primer largometraje La visita (2014) galardonado con el Colibrí de Oro a la Mejor Película y Mejor Actriz en el Festival de Cine Latino de Marsella y el Premio FIPRESCI en el Festival Internacional de Cine Pobre de Gibara.

## Biografía
Estudió Dirección Audiovisual en la Pontificia Universidad Católica de Chile. Mientras aún estudiaba, Mauricio dirigió su primer cortometraje La Visita (2010), galardonado en el New York International Independent Film and Video Festival con el Premio al Mejor Cortometraje LGBT. Su segundo cortometraje y proyecto de egreso fue La Santa (2012), que se estrenó en el Festival Internacional de Berlín y estuvo en la terna finalista para el Teddy Award.
Basándose en su primer cortometraje, Mauricio filmó su primer largometraje, La Visita (2014), una coproducciçon chileno-argentina estrenada internacionalmente en el Festival Internacional de Cine en Guadalajara y en Chile en el Festival Internacional de Cine de Valdivia. La película fue galardonada con el Colibrí de Oro a la Mejor Película y Mejor Actriz (Daniela Vega) en el Rencontres du Cinéma Sud-Américain de Marseille et Région 2015 y el Premio FIPRESCI en el 12º Festival Internacional de Cine Pobre de Gibara. Estuvo nominada al Premio Sebastiane del Festival Internacional de Cine de San Sebastián.
En televisión, se ha desarrollado como productor de programas como Y tú qué harías? y Lleve de lo bueno de TVN, Uptown de 13C y guionista de las series Roommates de HBO y la telenovela de Mega, Perdona Nuestros Pecados.

## Filmografía

### Cortometrajes
| Año  | Título Original | Cargo                                       |
| ---- | --------------- | ------------------------------------------- |
| 2012 | La santa        | Director y guionista                        |
| 2010 | La visita       | Director, productor, guionista y montajista |

### Largometrajes
| Año  | Título Original | Cargo                |
| ---- | --------------- | -------------------- |
| 2014 | La visita       | Director y guionista |

### Telenovelas
- Perdona nuestros pecados 2 (Mega, 2018), Guionista.
- Perdona nuestros pecados (Mega, 2017-2018), Guionista.

### Series
- Roommates (HBO, 2014), Guionista & Productor.

### Programas de televisión
- Uptown (Canal 13C, 2014), Realizador & Productor.
- Y tú qué harías? (TVN, 2016-2017), productor.
- Lleve de lo bueno (TVN, 2015), productor.

## Premios y nominaciones
| Año  | Certamen                                                  | Premio                                    | Categoría                       | Producción               | Resultado |
| ---- | --------------------------------------------------------- | ----------------------------------------- | ------------------------------- | ------------------------ | --------- |
| 2017 | Copihue de Oro                                            | Copihue de Oro                            | Mejor Serie / Teleserie         | Perdona Nuestros Pecados | Ganador   |
| 2015 | Rencontres du Cinéma Sud-Américain de Marseille et Région | Colibrí de Oro                            | Mejor Película                  | La Visita                | Ganador   |
| 2015 | Festival Internacional de Cine en Guadalajara             | Premio Maguey                             | Mejor Película                  | La Visita                | Nominado  |
| 2015 | Festival Internacional de Cine Pobre de Gibara            | Premio FIPRESCI                           | Mejor Película                  | La Visita                | Ganador   |
| 2015 | Festival Internacional de Cine de San Sebastián           | Premio Sebastiane                         | Mejor Película                  | La Visita                | Nominado  |
| 2015 | Outfest                                                   | International Dramatic Features           | International Dramatic Features | La Visita                | Nominado  |
| 2015 | Festival de Cine Latinoamericano de Toulouse              | Panorama Fiction                          | Panorama Fiction                | La Visita                | Muestra   |
| 2014 | Festival Internacional de Cine de Valdivia                | Pudú Dorado                               | Mejor Película Nacional         | La Visita                | Nominado  |
| 2012 | Istanbul International Crime And Punishment Film Festival | Golden Scale Short Lenght Film Jury Award | Mejor Cortometraje              | La Santa                 | Ganador   |
| 2012 | Festival Internacional de Berlín                          | Oso de Oro                                | Mejor Cortometraje              | La Santa                 | Nominado  |
| 2012 | Festival Internacional de Berlín                          | Teddy Award                               | Mejor Cortometraje              | La Santa                 | Nominado  |